# Urophora formosana
Urophora formosana
 es una especie de insecto díptero. Tokuichi Shiraki lo describió científicamente por primera vez en el año 1933.
Esta especie pertenece al género Urophora de la familia Tephritidae.